# Marcetia viscida
Marcetia viscida är en tvåhjärtbladig växtart som beskrevs av John Julius Wurdack. Marcetia viscida ingår i släktet Marcetia och familjen Melastomataceae. Inga underarter finns listade i Catalogue of Life.